# أنطوني غاوفين
انطوني غاوفين (بالفرنسية: Anthony Gauvin)‏ (15 نوفمبر 1973 بنيور في فرنسا - ) هو مدرب كرة قدم ولاعب كرة قدم فرنسي في مركز الدفاع. لعب مع نادي بريست ونادي سانت إتيان ونادي لوريان ونادي لوهافر ونادي نيس ونادي نيور وVendée Fontenay Foot ‏.

## روابط خارجية
- أنطوني غاوفين على موقع قاعدة بيانات كرة القدم.إي يو (الإنجليزية)
- أنطوني غاوفين على موقع Soccerway.com (الإنجليزية)
- أنطوني غاوفين على موقع عالم كرة القدم.نت (الإنجليزية)